# Közönséges tűztövis
A közönséges tűztövis (Pyracantha coccinea) a rózsavirágúak (Rosales) rendjébe, ezen belül a rózsafélék (Rosaceae) családjába tartozó faj.

## Előfordulása
A közönséges tűztövis előfordulási területe Európa déli része és Ázsia nyugati fele. Európában már a 16. század végétől termesztik. A 18. században Észak-Amerikába is betelepítették, ahol dísznövényként tartják. Angliában a 18. század vége felé, falak elrejtéséhez használták.

## Változata
- Pyracantha coccinea var. lalandei hort. ex Dippel

## Megjelenése
Ez a növényfaj egy kisebb cserje, mely általában 1,5-2 méteresre nő meg; de néha 3 méteresre is. A levelei lándzsásak. A virágai sűrűn nőnek és fehérek, míg a termései megérve élénk vörös színűek. A termése nyersen fogyasztva keserűek, azonban lekvárként elkészítve ehetővé válnak.

## Képek

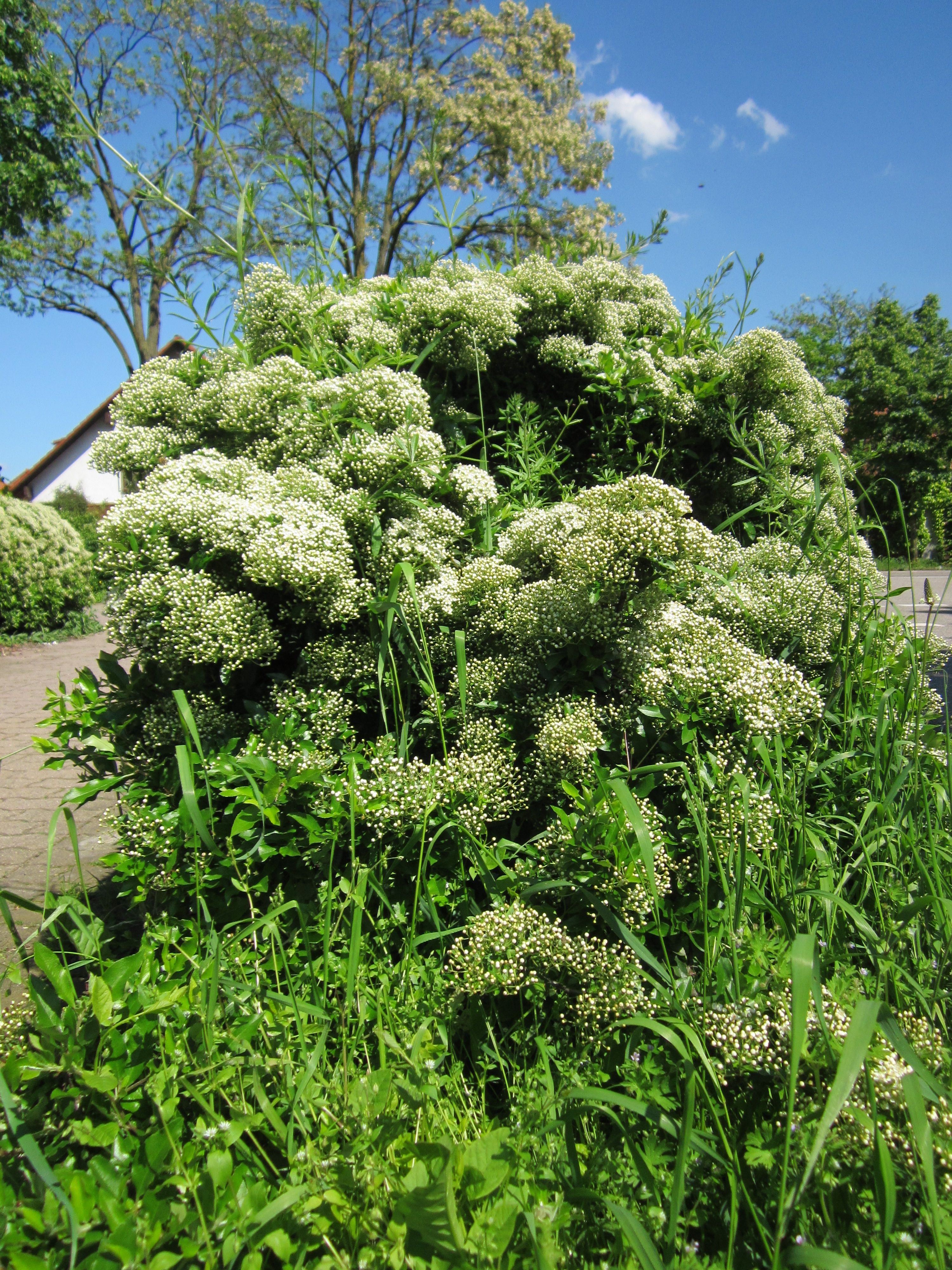
Virágzó növény
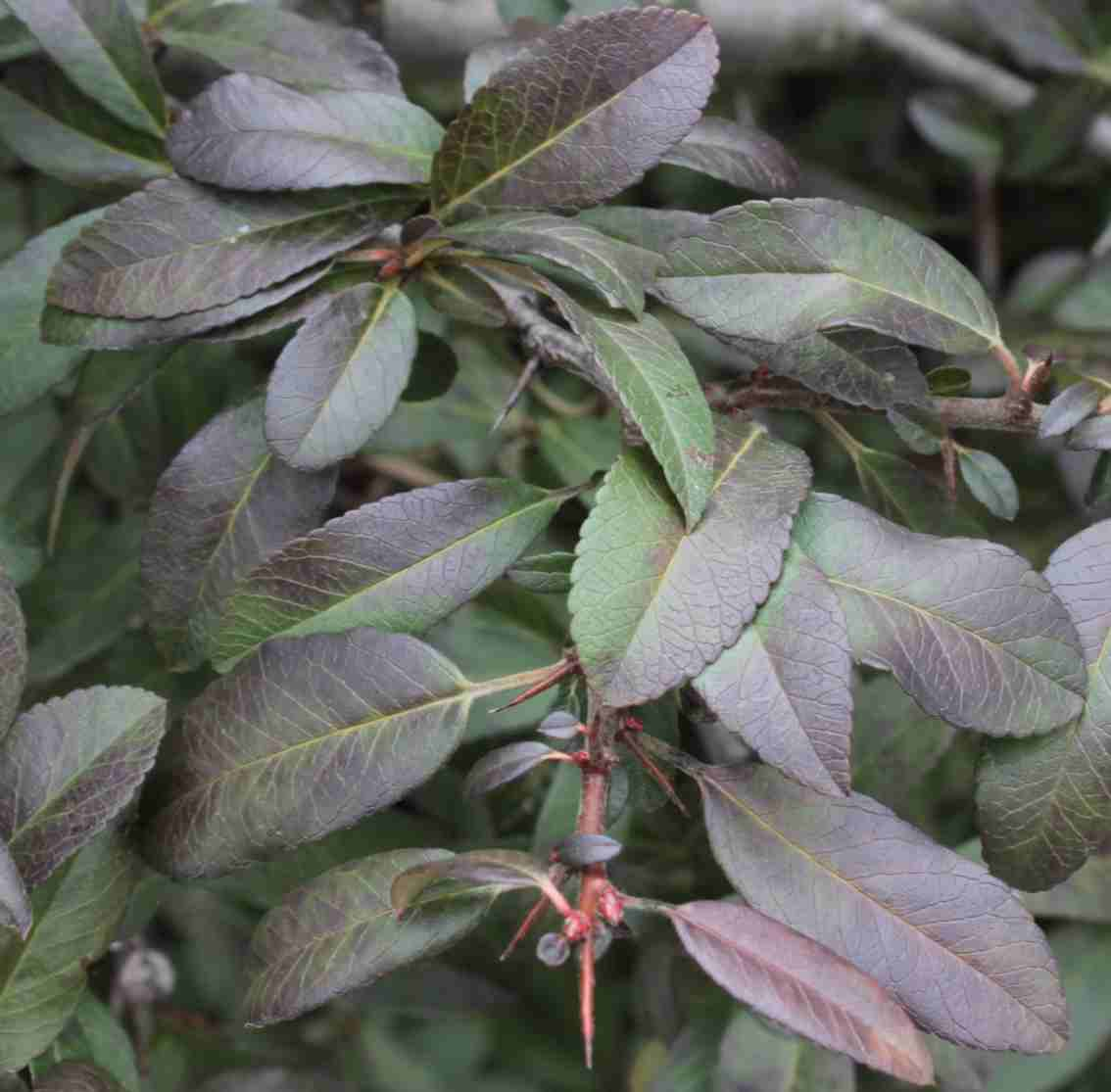
A levelei
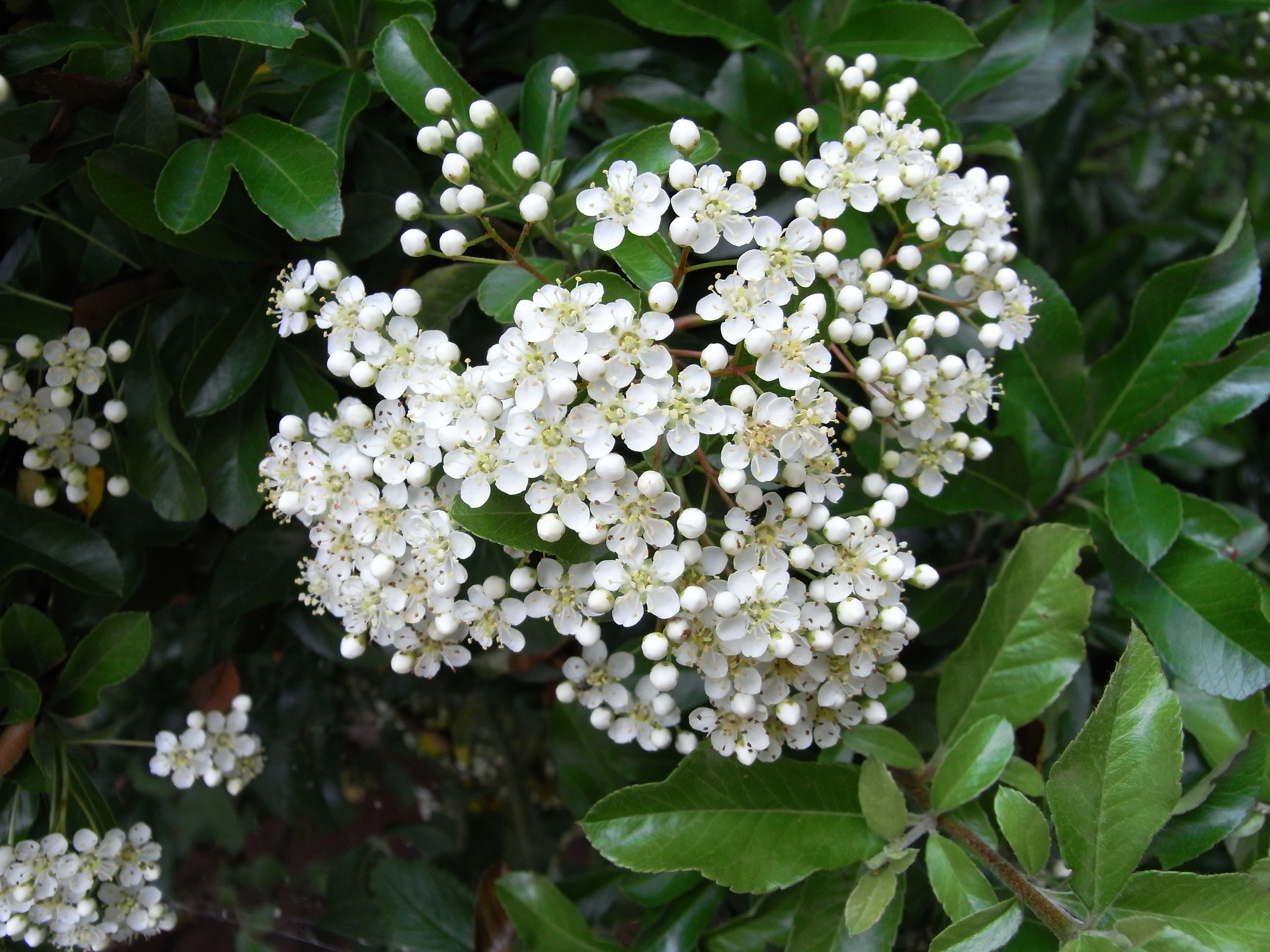
A virágai
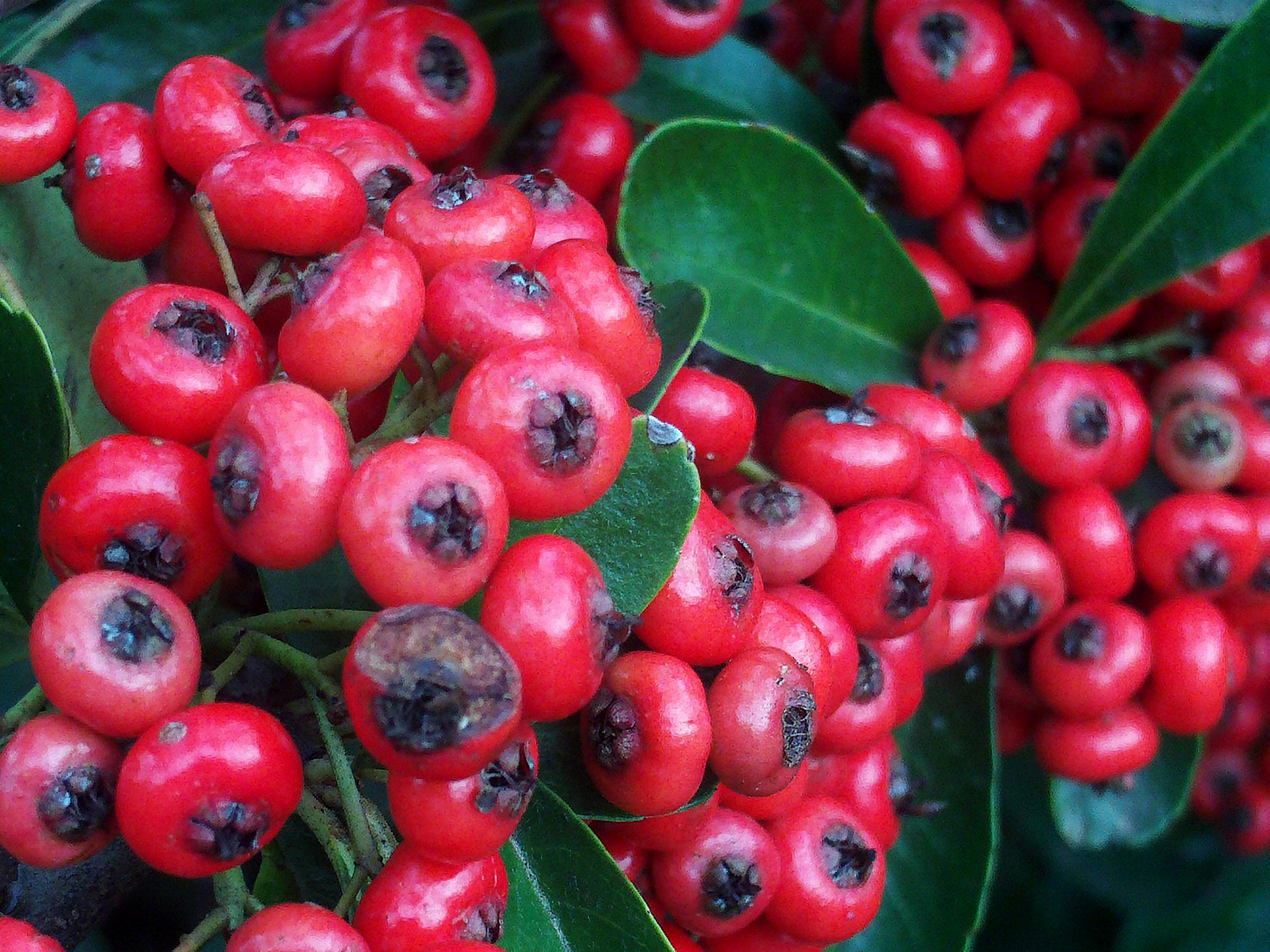
A termései
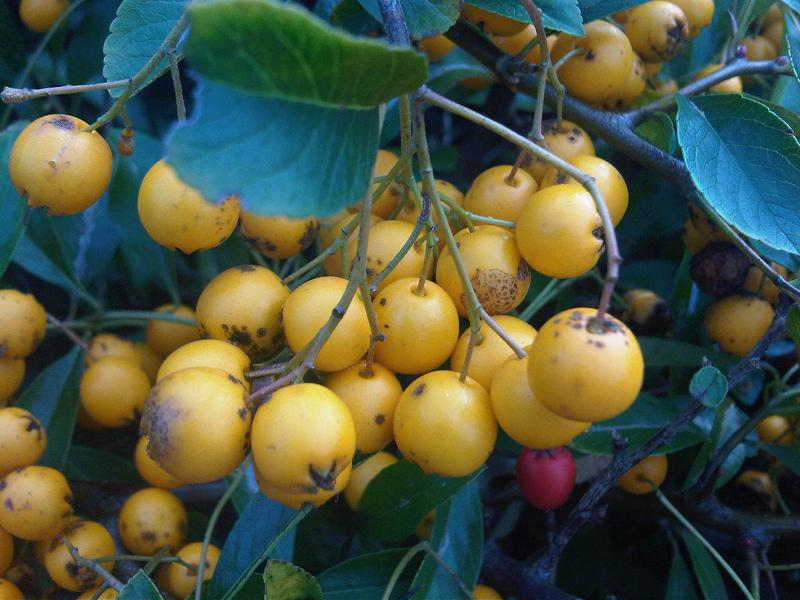

## Fordítás
- Ez a szócikk részben vagy egészben  a   Pyracantha coccinea című angol Wikipédia-szócikk ezen változatának fordításán alapul.  Az eredeti cikk szerkesztőit annak laptörténete sorolja fel. Ez a jelzés csupán a megfogalmazás eredetét és a szerzői jogokat jelzi, nem szolgál a cikkben szereplő információk forrásmegjelöléseként.
- Ez a szócikk részben vagy egészben  a   Pyracantha coccinea című spanyol Wikipédia-szócikk ezen változatának fordításán alapul.  Az eredeti cikk szerkesztőit annak laptörténete sorolja fel. Ez a jelzés csupán a megfogalmazás eredetét és a szerzői jogokat jelzi, nem szolgál a cikkben szereplő információk forrásmegjelöléseként.